# SVH Kassel
Die SVH Kassel (Sportvereinigung Harleshausen Kassel 1945 e. V.) ist ein am 6. Oktober 1945 als Sportvereinigung Harleshausen gegründeter Sportverein aus Kassel-Harleshausen in Nordhessen. Mit der Vereinsneugründung 1945 wurden alle zuvor bestehenden Sport-Vereine Harleshausens unter einem Dach gesammelt.
Im Verein werden die Sportarten Badminton, Fußball, Gesundheitssport, Handball, Karate, Kraftsport, Leichtathletik, Ninjutsu, Nordic Walking, Pilates, Radsport, Schach, Schwimmen, Skigymnastik, Sportakrobatik, Tennis, Tischtennis, Turnen und Wandern betrieben. Der Verein hat nach eigenen Angaben circa 2800 Mitglieder (Stand 2024).

## Handball
Die Männer-Handballmannschaften des Vereins erlebten in den 1950er Jahren ihre Glanzzeit unter dem 1947 vom VfL Neckarau gekommenen Nationalspieler und Spielertrainer Ottmar Sutter. In der Saison 1951/52 wurde Harleshausen zunächst Süddeutscher Meister im Hallenhandball, qualifizierte sich damit für die Meisterschafts-Endrunde 1952, wo das Team den fünften Platz erreichte.
Im damals wesentlich populäreren Feldhandball war die Mannschaft noch erfolgreicher: Die SV Harleshausen wurde 1953 Süddeutscher Meister, und anschließend – nachdem der Landesverband Hessen zum Südwestdeutschen Regionalverband gewechselt hatte – vier Mal Südwestdeutscher Meister (1954 bis 1956 und nochmals 1959); in den Spielzeiten 1951, 1953, 1954, 1955, 1956 und 1959 qualifizierte sich Harleshausen für die Teilnahme an der Endrunde zur Deutschen Meisterschaft im Feldhandball, scheiterte dabei mehrfach erst im Halbfinale. Zu den Heimspielen dieser Endrunden kamen in Kassel jeweils zwischen 8.000 und 30.000 Zuschauer.
Der Feldhandball-Bundesliga gehörte die SVH von der Saison 1968 bis 1969 an, und dann wieder ab 1971 bis zur letzten Bundesliga-Spielzeit dieser Sportart 1973. In dieser Saison 1973 erreichte die SVH auch den sportlichen Höhepunkt der Vereinsgeschichte mit der Deutschen Vizemeisterschaft im Feldhandball. Das Endspiel ging gegen TV Großwallstadt mit 10:13 erst in der Verlängerung verloren.
Die erste Herren-Mannschaft im Handball sicherte sich im Jahr 2010 durch den 8. Platz in der Handball-Regionalliga Südwest die Qualifikation zur neu geschaffenen 3. Liga und spielte in der Saison 2010/2011 in der Staffel Ost musste dort aber den sofortigen Abstieg in die Oberliga hinnehmen. In der Saison 2023/24 spielt die erste Herrenmannschaft des SVH in der Hessischen Landesliga Nord.